# La Monnerie-le-Montel
 La Monnerie-le-Montel  es una población y comuna francesa, situada en la región de Auvernia, departamento de Puy-de-Dôme, en el distrito de Thiers y cantón de Saint-Rémy-sur-Durolle.

## Demografía
| 2430 | 2714 | 2868 | 2729 | 2594 | 2241 |
| Para los censos de 1962 a 1999 la población legal corresponde a la población sin duplicidades (Fuente: INSEE [Consultar]) |      |      |      |      |      |